# ZModeler
ZModeler (Zanoza Modeler) är ett modeleringsprogram till flera olika spel, bland annat till GTA (Grand Theft Auto) serien.
Programmet är skapat av Oleg Melashenko och finns även som den nya versionen Zmodeler 2 (denna version kräver dock registrering för möjlighet till import av filer). Programmet kan vara svårt i början om man inte är van vid sådana här program men på den officiella hemsidan finns flera guider för både nybörjare och avancerade användare.